# Le Grand Orchestre du Splendid
Pour les articles homonymes, voir Splendid (homonymie).
Le Grand Orchestre du Splendid est un groupe de swing français, formé en 1977 au café-théâtre Le Splendid.

## Biographie
En 1977, quelques musiciens font un bœuf au Splendid et réinterprètent quelques succès de Duke Ellington et de Ray Ventura. Revisitant les standards du jazz et du swing, ils ne tardent pas à se faire remarquer par Jean-Louis Foulquier qui anime alors Saltimbanques sur France Inter. Le Grand Orchestre du Splendid intègre alors son émission durant une saison, côtoyant et parodiant avec humour les répertoires de grands noms de la chanson française tels que Charles Trenet ou Joe Dassin. Malgré les contraintes de cette quotidienne, il continue de se produire sur scène au Café de la Gare et à l'Espace Cardin.
Fort de cette double expérience, le Grand Orchestre du Splendid se construit une identité musicale vacillant entre le jazz, le reggae, le swing, la salsa, le mambo ou encore le ska, qu'il marie avec dérision, textes salés, parodie et insolence. Parmi les succès dus aux auteurs-compositeurs, que sont entre autres Philippe Adler, Jacques Delaporte, les frères Xavier et Frédéric Thibault (fils du comédien Jean-Marc Thibault), on peut citer La Salsa du démon, Jazz volant, ou encore Macao. En 1982, un documentaire télévisé leur est consacré. C'est là que naissent les deux comédies musicales, Tam Tam au pays des noirs-blancs en 1986 et Couac en 1992, qui assoient définitivement le succès et la popularité de l'orchestre.
En 2017, le Grand Orchestre du Splendid fête ses 40 ans d'existence, à l'Olympia, au Zénith d'Amiens et à travers la France. Il se produit toujours en France et à l'étranger.

## Membres
- Xavier Thibault — auteur-compositeur-interprète
- Frédéric Thibault — compositeur
- Jacques Delaporte (†) — auteur-compositeur-interprète[6]
- Alice Prévost — chant
- Paul Maucourt — trompette, chant
- Michel Winogradoff — chant
- Frédo Westrich — basse
- Bernard Balestier — trompette
- Vincent « Turquoiz » Chavagnac — saxophone
- Lou Volt — chant
- Damien Verherve — trombone
- Yvano Latucca — batterie
- Claude Egéa — trompette
- Jean Gobinet — trompette
- Alain Hatot — saxophone
- Philippe Duchesne — saxophone
- Gilles Miton — saxophone
- Julie Saury — percussions, chant
- Véronique Bossa — percussions, chant
- Julien de Muynke — basse super virtuel
- EmilieAnneCharlotte — chant

## Discographie

### Albums studio
- 1978 : Le Grand Orchestre du SplendidLa Plus Bath des javas ; Shabada swing ; Zigloo cha cha ; Tiens, tiens, tiens ; Carottes bouillies ; Qu'est-ce qu'on attend pour être heureux ; Jazz volant ; À pas de loup ; La musique vient par ici ; Summertime ; Paris Boogie.

- 1981 : La Kermesse égyptienneLa Kermesse égyptienne ; Radio Pirate ; Funky Soutane ; La Galère ; Le boogie bout ; Castor ; Antibes-Juan-les-pins ; La Cadillac de Jack ; Le Vieux Cargo ; Le Château hanté.

- 1996 : Amusez-vousViva musica lapina ; Excuse me signori ; Jalousie Jalousie ; Le Tatoué ; Philosophic mambo ; Femme Keuf ; Amusez-vous ; La Prof de maths ; Les Araignées ; Puisque c'est comme ça ; Danger d'amor ; Le Papa du bébé.

- 2000 : Le Swing me soigneLe swing me soigne ; Nuit de Chine ; On est jamais trop laid ; Faut qu'je bosse ; Le Marchand de bonheur ; Oui mon minou ; Quand un vicomte ; Ana Conga ; Gangster ; Ça jase au village ; La Mattchiche ; Siffler les mains dans les poches ; Paris tour Eiffel.

- 2002 : J'suis snob ! Le Splendid chante Boris VianFais-moi mal Johnny ; J'suis snob ; On n'est pas là pour se faire engueuler ; La Complainte du progrès ; À Cannes cet été ; Ça pince ; Donne, donne, donne ; Ne vous mariez pas les filles ; La Java martienne ; J'en ai marre de l'amour ; La Danse du chat ; Je suis mordue ; Frankie et Johnny ; Chez Duke Ellington ; Strip Rock ; Voyage au paradis.

- 2005 : Le Jazz à travers les zzaJBotox Blues ; L'homme est un animal ; Tictic ; À Cannes cet été ; La Magie noire ; Puisque c'est comme ça ; Roulez caddie ; Pot d'colle ; Une guitare pour se battre ; Big bang boogie ; La Prof de math ; Santiag' blues ; Le Tatoué ; Laissez-nous souffler ; L'Tournis.

### Albums en concert
- 1980 : Théâtre de la Porte-Saint-MartinJazz volant ; Macao ; Carottes bouillies ; Tiens, tiens, tiens ; Les Explorateurs ; La Salsa du démon ; Tapin, métro, boulot, dodo ; J'aime les bananes ; Paris Boogie
- 1992 : CouacDocteur Soul, sauvez-la ; Mythoman ; La Plus Bath des javas ; Le Papa du bébé ; La Vraie de vraie ; Cha-cha boxeur ; Macao ; Le Bar louche ; Cocooning ; De mélodie en harmonie ; Couac and Roll ; La Salsa du démon ; Pot-pourri ; Y a des hauts, y a des bas.

### 45 tours
- 1979 : Macao (Macao* / Vive les bananes*)
- 1980 : La Salsa du démon (La Salsa du démon / Tapin, métro, boulot, dodo)
- 1981 : Radio Pirate (Radio Pirate / Antibes - Juan-les-Pins)
- 1982 : Super Dupont (Super Dupont* / L’anti France*)
- 1982 : La Chanson du bonheur (La chanson du bonheur* / La Cadillac de Jack)
- 1984 : La Danse du bana (La Danse du bana* / Négrita*)
- 1984 : La Chanson d'Astérix (La Chanson d'Astérix* / Instrumental*)
- 1986 : Katmandou (Katmandou* / Le bar louche*)
- 1987 : Le Grand Léchant Mou (Le Grand Léchant Mou* / Diplodocus*)
- 1992 : Y a des hauts, y a des bas ( Y a des hauts, y a des bas / Cocooning)

( * : ces titres ne sont pas extraits d'un album original)

### Compilations
- 1991 : Les Irrésistibles| No  | Titre                                      | Durée |
| --- | ------------------------------------------ | ----- |
| 1.  | La Salsa du démon                          |       |
| 2.  | Macao                                      |       |
| 3.  | Les Explorateurs                           |       |
| 4.  | Le Bar louche                              |       |
| 5.  | Radio Pirate                               |       |
| 6.  | Jazz volant                                |       |
| 7.  | On n’est pas là pour se faire engueuler    |       |
| 8.  | Tiens, tiens, tiens                        |       |
| 9.  | Shabada Swing                              |       |
| 10. | Zigloo cha cha                             |       |
| 11. | Carottes bouillies                         |       |
| 12. | Antibes—Juan-les-pins                      |       |
| 13. | Paris Boogie                               |       |
| 14. | Qu’est-ce qu’on attend pour être heureux ? |       |

- 2006 : Les Indispensables| No  | Titre                                   | Durée |
| --- | --------------------------------------- | ----- |
| 1.  | La Salsa du Démon                       |       |
| 2.  | Le swing me soigne                      |       |
| 3.  | Botox blues                             |       |
| 4.  | Puisque c’est comme ça…                 |       |
| 5.  | Big Bang Boogie                         |       |
| 6.  | Oui mon minou                           |       |
| 7.  | On n’est jamais trop laid               |       |
| 8.  | L’homme est un animal                   |       |
| 9.  | On n’est pas là pour se faire engueuler |       |
| 10. | Une guitare pour se battre              |       |
| 11. | Requiem pour un cave (Gangster)         |       |
| 12. | Tictic                                  |       |
| 13. | La Magie noire                          |       |
| 14. | Le Papa du bébé                         |       |

- 2015 : Les Années Splendid - saison 1| No  | Titre                       | Durée |
| --- | --------------------------- | ----- |
| 1.  | Les cornichons              |       |
| 2.  | Alors raconte               |       |
| 3.  | Le Blues du dentiste        |       |
| 4.  | La Chansonnette             |       |
| 5.  | Medley sambas               |       |
| 6.  | Tu veux ou tu veux pas      |       |
| 7.  | Scoubidous                  |       |
| 8.  | Zorro est arrivé            |       |
| 9.  | Istanbul                    |       |
| 10. | Les copains d’abord         |       |
| 11. | Harley Davidson             |       |
| 12. | La Goualante du pauvre Jean |       |

- 2017 : Tout va très bien ! (double CD)| 1.  | Tout va très bien Madame la Marquise                                            |  |
| 2.  | Qu’est-ce qu’on attend pour être heureux ?                                      |  |
| 3.  | J’aime les bananes                                                              |  |
| 4.  | Pot pourri swing (Mademoiselle Swing / Oui si tu me dis oui / Elle était swing) |  |
| 5.  | Je suis swing                                                                   |  |
| 6.  | Un rien me fait chanter                                                         |  |
| 7.  | Mon homme                                                                       |  |
| 8.  | Le Soleil a rendez-vous avec la Lune                                            |  |
| 9.  | Tout est au duc                                                                 |  |
| 10. | Vous oubliez votre cheval                                                       |  |
| 11. | Tching Kong                                                                     |  |
| 12. | Le Jardin extraordinaire                                                        |  |
| 13. | Y a d’la joie                                                                   |  || 1.  | La Salsa du Démon               |  |
| 2.  | Macao                           |  |
| 3.  | Radio Pirate                    |  |
| 4.  | Le Dîner aux chandelles         |  |
| 5.  | Les Explorateurs                |  |
| 6.  | La Teuf à la Touffe             |  |
| 7.  | Papy Boum                       |  |
| 8.  | Le Bar Louche                   |  |
| 9.  | Ma femme lit dans mes pensées   |  |
| 10. | Il sait naviguer… en principe ! |  |
| 11. | Un X sur ton ex                 |  |
| 12. | Jazz volant                     |  |